# Serge Lagauche
Serge Lagauche est un homme politique français, membre du Parti socialiste, né le 2 janvier 1940. 

## Biographie
Il est président de la MNEF de 1974 à 1979.
Médecin de formation, il devient sénateur du Val-de-Marne le 15 octobre 1997 puis réélu le 26 septembre 2004. Son mandat se termine le 30 septembre 2011.

## Autres mandats
- Conseiller municipal de Créteil
- Vice-président de la communauté d'agglomération de la Plaine centrale

## Anciens mandats
- Conseiller général du canton de Créteil-Nord (1976-1982)
- Conseiller régional d'Île-de-France
- Adjoint au maire de Créteil